# Brloh (Drhovle)
Brloh (německy Bürloch) je malá vesnice, část obce Drhovle v okrese Písek v Jihočeském kraji. Nachází se asi dva kilometry na jihozápad od Drhovle. Brloh leží v katastrálním území Brloh u Drhovle o rozloze 7,09 km².

## Historie
První písemná zmínka o Brlohu pochází z roku 1359, kdy byl vlastníkem vesnice Diviš z Brloha. Jeho potomkům zvaným Záborští z Brloha ves patřila i v následujících letech a její dějiny jsou spjaté s majiteli brložské tvrze. V patnáctém století ve vsi stály dva poplužní dvory, z nichž jeden byl roku 1454 zrušen a rozprodán poddaným. Anna z Brloha poté vesnici prodala Janovi Svojšovi z Brloha.

## Přírodní poměry
Na severní hranici Brlohu se nachází přírodní památka Michovka v podobě chráněného rybníka.

## Obyvatelstvo
| Rok            | 1869 | 1880 | 1890 | 1900 | 1910 | 1921 | 1930 | 1950 | 1961 | 1970 | 1980 | 1991 | 2001 | 2011 | 2021 |
| -------------- | ---- | ---- | ---- | ---- | ---- | ---- | ---- | ---- | ---- | ---- | ---- | ---- | ---- | ---- | ---- |
| Počet obyvatel | 294  | 297  | 266  | 295  | 241  | 270  | 256  | 187  | 155  | 117  | 70   | 44   | 41   | 58   | 67   |
| Počet domů     | 41   | 41   | 41   | 41   | 40   | 41   | 48   | 50   | 37   | 32   | 28   | 27   | 46   | 47   | 47   |

## Obecní správa
Při sčítání lidu v letech 1850–1920 Brloh byl osadou obce Drhovle v okrese Písek. V letech 1921–1962 byl samostatnou obcí v okrese Písek. Od roku 1963 je opět částí obce Drhovle v okrese Písek.

## Pamětihodnosti
- V západní části vesnice stojí hospodářský dvůr s brložskou tvrzí.[8]
- U vesnice se nachází výklenková kaple svatého Vintíře.[9]
- U domu čp. 8 se nachází výklenek ve zdi s obrázkem Panny Marie.[10]
- Na návsi je umístěný kamenný kříž s plechovým korpusem Kristova těla. Vročení kříže je 1867.[11]
- U silnice ve směru na Strakonice se před lesem po pravé straně v poli nalézá kovový kříž na kamenném podstavci.[11]
- Z hlavní silnice směrem do Brloha se u lesa nalézá kovový kříž na kamenném podstavci. Vročení je 1945.
- Na Žižkově vrchu jižně od vesnice se nachází dvojice opevnění. Na západním výběžku kopce stávalo pravěké hradiště nejspíše z doby bronzové. Pozůstatky druhého opevnění jsou přímo na vrcholu, ale datovat dobu jejich vzniku se nepodařilo.[12]

## Galerie

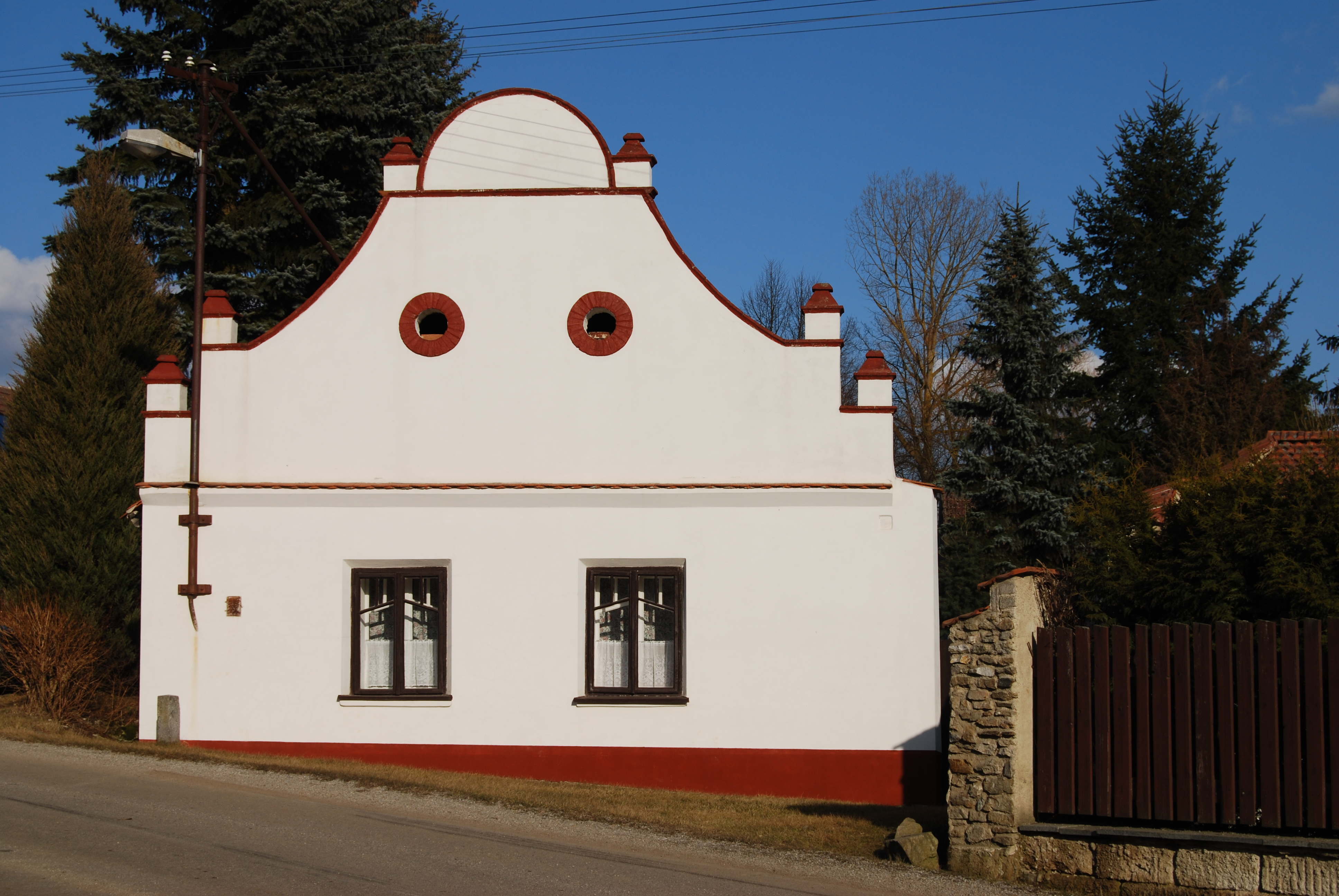
Usedlost ve vsi
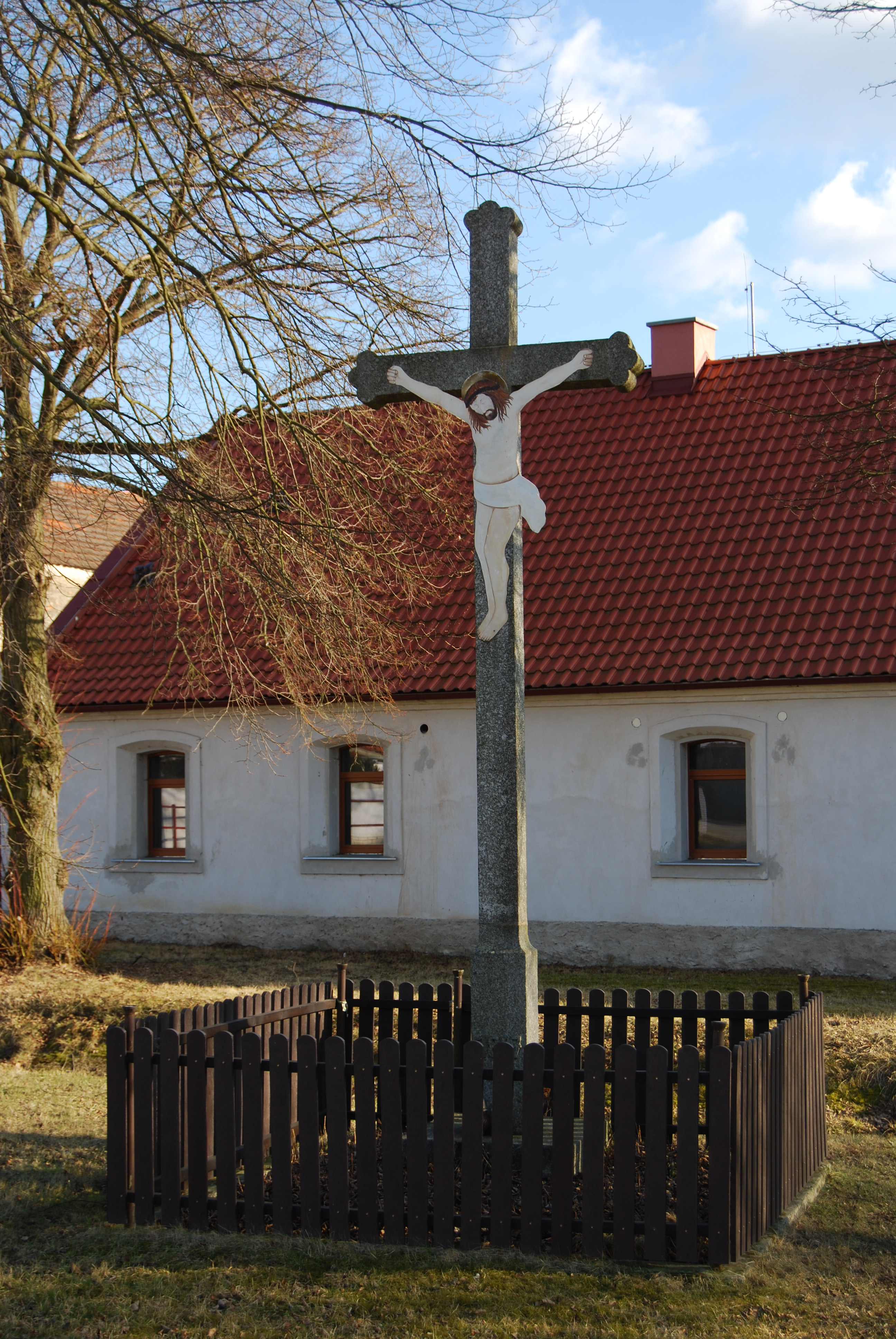
Kříž na návsi
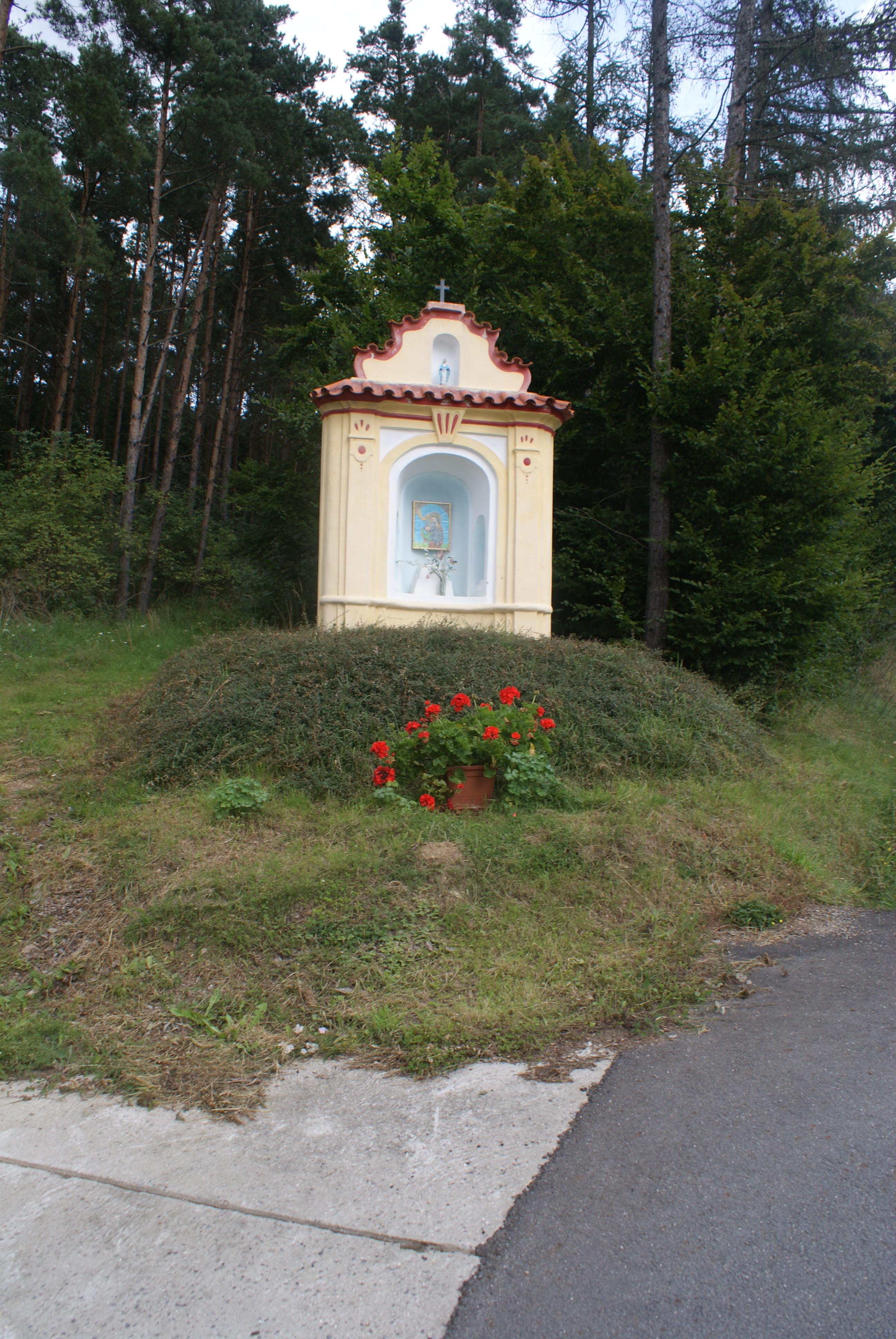
Kaple svatého Vintíře
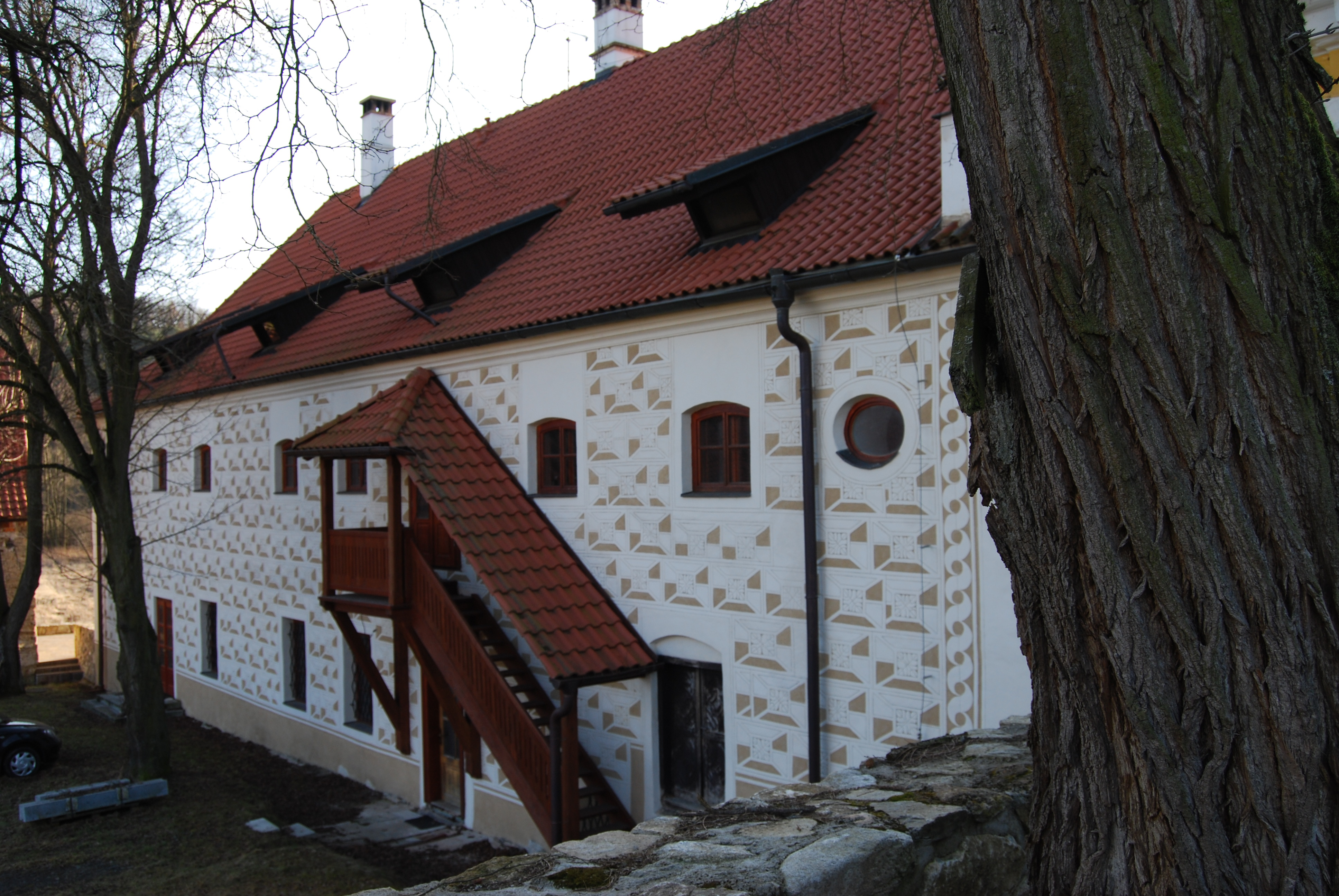
Tvrz
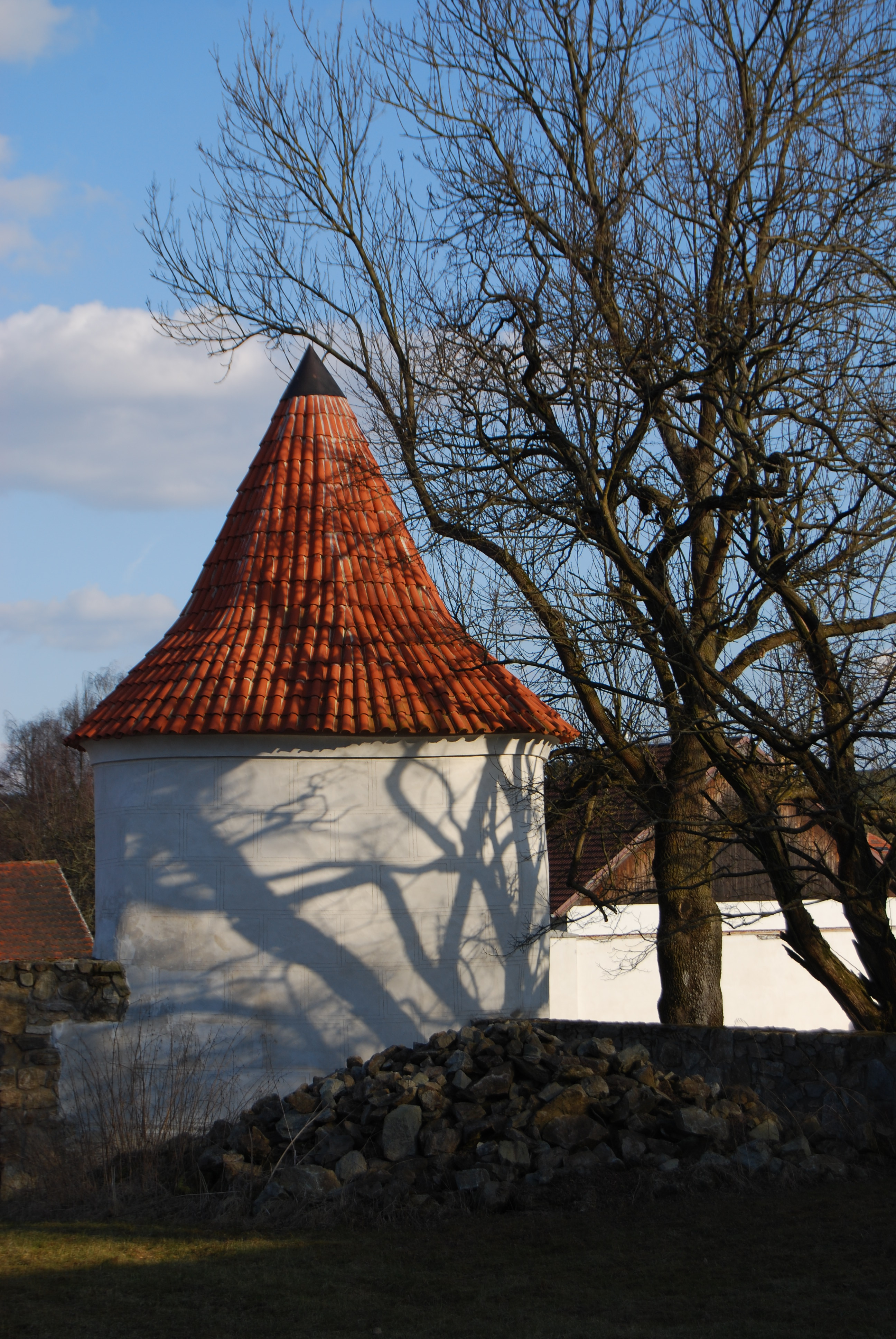
Bašta ve dvoře u tvrze